# Elvira (släkte)
Elvira är ett släkte med fåglar i familjen kolibrier inom ordningen seglar- och kolibrifåglar som återfinns i Centralamerika. Det omfattar två arter:
- Kopparhuvad smaragd (E. cupreiceps)
- Vitstjärtad smaragd (E. chionura)